# National Enquirer
Der National Enquirer (oftmals abgekürzt: Enquirer, englisch für ‚Fragesteller‘) ist eine US-amerikanische Illustrierte.

## Geschichte
Das Boulevardmagazin erscheint wöchentlich mit einer Auflage von rund 240.000 Exemplaren. Das Magazin wird vom US-amerikanischen Unternehmen American Media herausgegeben. Die erste Ausgabe des Magazins wurde 1926 gedruckt.
Im Januar 2016 startete eine deutsche Ausgabe, die im März des gleichen Jahres wieder eingestellt wurde.
Im Nachgang des US-Präsidentschaftswahlkampfs 2016 geriet die Zeitschrift in Verruf, als bekannt wurde, dass sie unliebsame Geschichten über den Präsidentschaftskandidaten Donald Trump mit Exklusivverträgen aufgekauft haben soll, ohne diese dann zu veröffentlichen. Ziel dieser als „Catch and kill“ bekannten Methode war es, die öffentliche Verbreitung der Geschichten zu verhindern. Der Verlagschef des National Enquirer David Pecker gab in einem Verfahren gegen Trump zu, so bezüglich der Geschichte über dessen außereheliche Affäre mit dem Model Karen McDougal verfahren zu haben.
Im Februar 2019 warf Jeff Bezos dem Magazin Erpressung vor, nachdem dieses gedroht hatte, intime Privataufnahmen von ihm und einer außerehelichen Affäre zu veröffentlichen.